# Mozenrath
Mozenrath est l'un des méchants récurrents de la série télévisée Aladdin dont il est probablement le méchant le plus populaire. Il est apparu pour la première fois dans l'épisode 37, La Citadelle.

## Présentation
Mozenrath est un jeune sorcier très puissant (pas beaucoup plus âgé qu'Aladdin lui-même) qui règne sur le Pays des Sables Noirs, une contrée désolée et hostile uniquement peuplée par son armée de Mamelouks Morts-Vivants. On en sait peu sur son passé ; il semblerait qu'il ait été l'apprenti et probablement le fils adoptif du terrible sorcier Destane, le précédent souverain des Sables Noirs que même Jafar craignait. Mozenrath le décrit sarcastiquement comme ayant été "comme un père pour lui". Ce qui est sur c'est qu'à un moment donné Mozenrath l'a tué et transformé en un de ses Mamelouks Morts-Vivants pour s'emparer de son trône.
Il est toujours accompagné de son familier Xerxes, une anguille volante douée de parole qui lui est tout dévoué et sur qui il lui arrive de passer ses nerfs quand il est contrarié.

## Histoire

### La Citadelle
L'épisode dans lequel Mozenrath est présenté.
Le sorcier se rend à Agrabah, à la recherche de quelqu'un de digne pour une tâche dangereuse qu'il ne peut pas accomplir lui-même. Il déchaîne un monstre ailé, semblable à un dinosaure sur la ville, afin de voir qui peut le vaincre pour le recruter. Sans surprise, Aladdin fait le travail et Mozenrath s'approche de lui, lui offrant une énorme récompense s'il accepte son offre. Mais Aladdin refuse, dégoûté par la façon dont il "teste" les gens. Il conclut alors qu'Aladdin sera plus difficile à convaincre qu'il ne le prévoyait, mais que ce sera «amusant».
Le lendemain, Mozenrath trouve la cabane d'Aladdin, se faufile et vole la lampe du Genie, ce dernier dormant à l'intérieur, et la téléporte vers son palais dans le Pays des Sables Noirs. Il réveille ensuite Aladdin, Abu, Iago et le Tapis Volant, et se téléporte avec eux près de son palais. Mozenrath a aussi amené un tiers dans son palais :, le Thirdiac, un monstre d'une autre dimension qui se nourrit d'êtres magiques. Mozenrath a conçu un collier pour contrôler la bête, mais étant donné ses propres pouvoirs magiques, il serait trop dangereux pour lui de se rapprocher de lui. Donc, il donne le collier à Aladdin et lui ordonne de le mettre sur le Thirdac, avant que la créature ne trouve et ne dévore le Génie. Aladdin réussit finalement et Mozenrath prend immédiatement la créature avec lui. Mozenrath envisage ensuite d'utiliser le Thirdac pour détruire les défenses magiques des royaumes des Sept Déserts afin de les envahir, mais Aladdin se faufile dans sa forteresse et parvient à libérer le Thirdac. Attaqué par la bête, la seule option du sorcier est de le renvoyer à sa propre dimension, ruinant ainsi ses plans de conquête.

### Le secret de Dagger Rock
Plus tard, Mozenrath capture Aladdin dans un piège magique et demande à Jasmine de lui apporter le Génie au coucher du soleil à Dagger's Rock: un endroit sombre et rocheux près de la frontière entre le désert d'Agrabanian et le Pays des Sables Noirs, sinon il exécutera Aladdin.
Le sultan envoie Razoul et les gardes royaux pour sauver le héros, mais Jasmine et Genie s'infiltrent dans la patrouille, déguisée en gardes. Pendant le voyage, Xerxes aperçoit les gardes et avertit Mozenrath que les gardes arrivent sans le Génie ou la lampe. Mozenrath envoie alors ses mamelouks, mais Genie et Jasmine s'en débarrassent rapidement. Mozenrath expédie les gardes en créant deux énormes mains de pierre, mais Jasmine, Genie et le tapis parviennent à atteindre Dagger's Rock et une bataille s'ensuit.
Mozenrath combat Jasmine et montre aux protagonistes un cristal de Ix, un cristal magique qui capture des êtres magiques et révèle que Dagger Rock est en fait un cristal monumental de Ix. Il envisage de piéger le Génie dans le cristal de roche du Dagger et d'absorber tout son pouvoir semi-phénoménal, presque cosmique, afin de devenir tout-puissant. Il capture presque le Génie, mais Jasmine finit par le faire tomber dans le rayon d'absorption du cristal à l'aide du Tapis, le piégeant avec Xerxes à l'intérieur du cristal à la place.

### Le chacal du vent de Mozenrath
Aladdin, Jasmine et Abu s'infiltrent dans la Terre du sable noir. Ils ont appris des espions du Sultan que Mozenrath a trouvé une arme magique, assez puissante pour détruire les Sept Déserts un par un, et ils ont l'intention de voler et de détruire cette arme avant d'être amenés au palais de Mozenrath. Ils parviennent à voler la voiture qui transporte l'arme et à tromper Mozenrath lui-même, et se précipitent vers Agrabah. De retour à Agrabah, Iago découvre où ils sont allés. Convaincu qu'ils ont fait une chasse au trésor sans lui, il se rend à la Terre des Sables Noirs avec le Génie et le Tapis, qui a été détecté par les cristaux de détection de magie dispersés dans tout le pays. Mozenrath les capture rapidement et déduit qu'Aladdin est déjà là. Il comprend ensuite qui était vraiment le conducteur de la voiture et tend une embuscade.
L'ensemble de la bande est capturé dans une pièce à l'intérieur du palais de Mozenrath, retenue par des chaînes anti-magiques qui empêchent même le Genie de s'échapper. Un énorme diamant dans le plafond absorbera et amplifiera la lumière et la chaleur par le lever du soleil, les brûlant. Avant de partir, Mozenrath leur montre son arme: Sirocco, un cheval de vent très puissant et unique, capable de devenir une tornade très destructrice. Avec cette bête dans son armée, Mozenrath prend facilement les sept déserts.
Mozenrath les laisse et va détruire Agrabah comme une vengeance. Cependant, la bande parvint a se libérer, se précipite vers Agrabah et bat Mozenrath, mais même le Genie ne peut vaincre Sirocco. En fin de compte, Iago imite la voix de Mozenrath et ordonne à Sirocco d'aller au coin le plus éloigné de la terre et de ne jamais revenir, vainquant le sorcier une fois de plus.

### Sable Noir
Une nuit à Agrabah, Mozenrath capture les gardes royaux et les piège dans un groupe de sable noir.  Le lendemain matin, les gardes sont vus en vie, mais agissent étrangement, comme s'ils étaient des robots. Ils rassemblent des centaines de barils pleins de sable noir dans la cour et réussissent à piéger Jasmine. Plus tard, le Génie est avalé par le sable noir et devient un robot comme les autres.
Aladdin, Iago, Abu et le Tapis découvrent bientôt que Mozenrath a remplacé presque tout le monde par ses mamelouks morts-vivants, décalés en forme pour ressembler à ceux qu'ils imitent, et les utilise pour envahir le palais. Les protagonistes ne parviennent pas à sauver le Sultan et Mozenrath retient Aladdin grâce à deux mamelouks. Alors que Mozenrath prend le trône du sultan et soulève le sortilège, Aladdin se libère et l'attaque, mais le sorcier le neutralise sans effort et le jette dans le sable noir.
Iago essaie alors de distraire Mozenrath tandis qu'Abu maintient Xerxes à distance, et le tapis plonge dans le sable noir dans le vide dimensionnel où tout le monde est pris au piège, avec une corde attachée de l'autre côté, aidant tout le monde à s'échapper. Mozenrath combat ensuite le groupe, mais finit piégé a son tour; Aladdin essaie alors de sauver Mozenrath de tomber dans son propre sable noir, mais le sorcier essaie de le pousser sur le bord et tombe, disparaissant dans le vide dimensionnel malgré les efforts de Xerxes pour le sauver.

### Héros vocal
Amin Damoola, un voleur maladroit, s'infiltre dans le palais, en utilisant des sandales ailées qui lui permettent de voler. Il utilise alors une poudre magique qui transforme le sultan en une petite statue d'or qu'il prend avec lui avant de partir. Aladdin et le Tapis le poursuivent et parviennent à ramener la statue du Sultan, mais Amin utilise une patte de singe ensorcelée pour voler la statue et vaincre Aladdin avec un bâton magique qui évoque les nuages. Iago et Carpet parviennent par la suite à récupérer la statue et à capturer Amin Damoola. Plus tard, le Génie (qui a disparu jusqu'à maintenant) déclare qu'une griffe de Griffin est nécessaire pour briser le sortilège sur le Sultan. Malheureusement, celui qui a engagé Amin a emporté tous les Griffin dans les sept déserts. Son employeur se révèle être Mozenrath, celui pour qui il travaille et de qui il a obtenu toutes ces reliques: le sorcier a l'intention de tenir le Sultan en otage et de réclamer une rançon.
Il réprimande son acolyte incompétent et lui rappelle qu'il a encore deux reliques, que s'il réussit, il deviendra le voleur le plus respecté et que s'il échoue, son châtiment sera terrible. Amin utilise une ceinture d'invisibilité pour échapper à sa cellule, piégeant Aladdin et Jasmine, et pour voler la statue du Sultan pour la troisième fois.  Pendant ce temps, Mozenrath semble railler ses ennemis et éditer ses conditions.
Iago parvient à voler la ceinture magique, obligeant Amin à utiliser la dernière relique: une gemme de transformation qu'il utilise pour devenir un Griffin énorme et puissant, dont les yeux émettent des faisceaux d'énergie, avant de s'engager dans une lutte contre Aladdin. (Il a déjà oublié que la griffe de Griffin avait besoin de mettre fin au sortilège, à cause du désarroi de Mozenrath.) Amin abroge à la fois Genie et Aladdin, et c'est Iago, en utilisant la ceinture d'invisibilité qui reprend à la fois le Sultan et la griffe.  Genie utilise alors un miroir magique pour renvoyer les rayons de l'oeil d'Amin, ce qui l'emporte et le renvoie à sa forme humaine. 
Peu après, un Mozenrath en colère semble le conduire à un avenir désastreux de servitude.

### La ville perdue du soleil
Mozenrath a asservi toute une tribu de Sprites, les obligeant à creuser tout le désert autour de la Cité du Soleil perdue, en espérant trouver le Soleil mythique de Shamash: un artefact magique extrêmement puissant qui génère du feu et de la chaleur comme un vrai soleil. Sachant que toute la tribu Sprite est trop à contrôler, même pour lui, il a bloqué la majorité et n'a qu'une dizaine de Sprites pour faire le travail. L'un des Sprites parvient à fuir et se précipite vers Aladdin pour obtenir de l'aide.
Le Sprite conduit Aladdin et son équipage à la Ville du Soleil, où ils espionnent Mozenrath.  Le sorcier dit aux Sprites que la «main dans le sable» mène au Soleil de Shamash, et les Sprites ont découvert une statue enterrée dans le sable, pointant dans une direction. Donc, il les fait creuser dans cette direction. En entendant cela, Aladdin décide de trouver le Soleil et l'utiliser pour vaincre Mozenrath. Alors que Aladdin et Carpet étudient les ruines, Genie, Abu et Iago se jettent dans le temple où la tribu Sprite est retenue en captivité, afin de les libérer.
En ce moment, Xerxes entre dans le temple pour chercher plus de Sprites à travailler. Les trois, transformés en Sprites pour éviter d'être repérés, les suivent. Ils découvrent bientôt que la statue a conduit à une autre statue, qui mène à une autre, ce qui conduit à une autre, et ainsi de suite, irritant Mozenrath grandement.  Pendant ce temps, Aladdin et le Tapis trouvent la véritable "main dans le sable", un géoglyphe énorme pointant vers un point dans les ruines où le Soleil est enterré.
Iago convainc les Sprites pour cesser de travailler et pour lancer une grève, incitant Xerxes à avertir Mozenrath. Le sorcier reconnaît instantanément les trois Sprites étranges et annule leur transformation. Genie engage alors une bataille, mais Mozenrath l'envoie de manière ambulante en longeant le Soleil de Shamash. Le sorcier le suit ensuite et active le Soleil. Il prend le contrôle et se prépare à détruire Aladdin, mais le Tapis, Iago et Abu parviennent à libérer les Sprites;  qui utilisent les statues pour protéger Aladdin des explosions mortelles du soleil. Les Sprites volent finalement le gant de Mozenrath et l'enterrent quelque part dans le désert, avant de jeter le Soleil de Shamash dans l'espace.

### Le chassé
Une nuit à Agrabah, Aladdin, Jasmine et leurs amis sont poursuivis par une créature mystérieuse qui les fait disparaître une à une jusqu'à ce que Genie reste. La créature se révèle maintenant être le Mukthar: le seul survivant d'une ancienne espèce de chasseurs de génies, qui travaille maintenant à la location.
Le Mukthar exige l'aide de Genie pour vaincre Mozenrath, qui veut utiliser ses capacités pour sentir et pour annuler la magie pour lui-même et a envoyé ses mamelouks morts-vivants après lui. Le Mukthar a emprisonné tout le monde dans un médaillon magique et les utilise comme otages, étant donné que Genie serait très peu susceptible d'aider son ancien ennemi sans coercition.
Les deux vont à la Terre des Sables Noirs et s'infiltrent dans le palais de Mozenrath. Ils atteignent ensuite une grande salle où un énorme cristal de Ix a été placé.  Genie est immédiatement aspiré à l'intérieur et Mozenrath apparaît avec un regard satisfait. Toute cette situation n'était qu'un schéma intelligent conçu par le sorcier pour obtenir le Génie où il le voulait.
Le Mukthar dit à Mozenrath qu'il devait tuer les autres, qui étaient trop dangereux. Cette nouvelle énerve le sorcier, qui voulait tuer Aladdin lui-même. Mozenrath récompense généreusement le Mukthar, qui prend son congé sous les insultes du Genie. Ensuite, Mozenrath commence à absorber le pouvoir de Genie pour augmenter le sien.
Dans le désert de la Terre des Sables Noirs, le Mukthar libère les amis de Genie (qui n'étaient pas morts) et leur dit qu'ils paient leurs dettes en les égarant. Lorsque le Mukthar part, Aladdin décide de sauver son ami, et le gang se faufile dans le palais pour battre Mozenrath. Malheureusement pour eux, le sorcier est maintenant au-dessus de son niveau de pouvoir habituel, qui était déjà immense.
Mozenrath les détruit sans effort, en conjurant des chaînes et des serpents d'énergie sensibles, ailés, avant de transformer Jasmine en pierre. En fin de compte, le Mukthar revient, détruit le cristal de Ix et emmène Mozenrath avec ses bolas de piège magique, le frappant et remboursant sa dette d'honneur.

### Le Livre de Khartoum
Mozenrath a trouvé le livre légendaire de Khartoum, après sept années de recherche. L'esprit du sorcier maléfique Khartoum, scellé dans son propre livre, est réveillé par la magie de Mozenrath et Mozenrath exige de connaître tous ses secrets. Khartoum dit à Mozenrath comment créer une Pierre Philosophale: un artefact incroyablement puissant qui contient toute la magie de l'univers. Les premiers ingrédients sont très faciles à rassembler pour Mozenrath, mais quand Khartoum lui dit qu'il a besoin d'une source de pouvoirs cosmiques, il pense à Genie, qu'il envisage de capturer à nouveau.
Pendant ce temps, à Agrabah, Genie se prépare à marcher avec sa petite amie, le génie féminin Eden. Il l'attend sur une plage, où apparaît une figure à capuchon conduisant une voiture. Genie est entré dans la voiture, déclarant qu'une promenade le long de la plage la nuit serait très romantique, mais il tombe dans un piège et la voiture est transformée en une cage anti-magique, tandis que la figure à capuchon se révèle à Mozenrath. Cependant, Abu et Iago ont tout vu et l'ont rapporté à Eden, qui est venu au palais avec son maître: une jeune fille orpheline nommée Dhandi. Furieuse, Eden se rend à la Terre des Sables Noirs pour ramener son petit ami, suivi d'Aladdin, Abu, Iago et Tapis.
Mozenrath place Genie dans une énorme bouteille en verre, liée à la bouilloire magique où il construit la Pierre Philosophe, et commence à absorber toute sa puissance dans le four. Mais même la magie entière de Genie n'est pas suffisante. Alors, Eden tempête dans le château exigeant Genie, mais elle ne peut pas le libérer. Eden propose finalement Mozenrath de l'emmener à la place, et le sorcier feint accepter, mais elle finit par être piégée aussi. Aladdin arrive et tente d'arrêter son ennemi, mais Mozenrath envoie tout le groupe qui traverse la fenêtre, au désert.
Avec le pouvoir de Genie et d'Eden, la Pierre Philosophe est finalement terminée, mais Khartoum la prend pour elle-même et l'utilise pour échapper au livre dans lequel il a été pris au piège pendant tant de siècles. Mozenrath proteste et l'attaque, mais Khartoum exerce maintenant des pouvoirs incroyables accordés par la Pierre Philosophale, et ni lui, ni Aladdin qui est revenu, ne sont capables de le vaincre.
Khartoum se développe en taille à des proportions gigantesques et libère d'innombrables éclairs, détruit le palais et la bouilloire, qui libère les deux génies impuissants.  Genie et Eden effectuent alors un rituel qui leur redonne leur pouvoir, avant d'engager une lutte contre Khartoum. Ils parviennent à voler sa Pierre Philosophale, qui a été rempli de trop de pouvoir cosmique et est sur le point d'exploser. La destruction de la pierre fait de Khartoum, dont la vie était en quelque sorte liée, disparaît pour toujours.

### Simple dédoublement
En raison de son gant qui draine sa force de vie, Mozenrath a peu de temps à vivre. Comme beaucoup d'autres méchants dans cette situation, il décide de transférer son âme dans un corps jeune et fort.
Plus tard, à Agrabah, Aladdin, Jasmine et Genie jouent au polo, conduisant des dragons ailés. Jasmine et Genie s'en vont en poursuivant la balle et en laissant Aladdin seul;  Jasmine réapparait cependant avec son dragon et le ballon de polo, et offre à Aladdin une promenade dans le jardin. Un peu embarrassé par la rapidité avec laquelle elle a attrapé le ballon, Aladdin accepte.
Ensuite, Genie et une autre Jasmine arrivent à l'étonnement d'Aladdin. Le premier Jasmine est alors révélée être un Mozenrath transformé. Le sorcier se téléporte de retour dans son palais, emmenant Aladdin avec lui. Il envisage d'échanger de corps avec son ennemi, prendre le corps fort d'Aladdin et laisser Aladdin être condamné à mourir bientôt dans le sien.
Les amis d'Aladdin tombent dans le château et interrompent l'échange, ce qui fait de Mozenrath une petite statue en pierre, et Aladdin libre. De retour à Agrabah, Aladdin place les statues et le gant de Mozenrath dans un coffre, qu'il place dans une cellule, protégé par un système d'alarme établi par Genie. Pourtant, Aladdin se sent fatigué et éprouve d'étranges sautés d'humeur. La nuit suivante, le gang découvre qu'Aladdin s'est glissé dans la cellule pour prendre le gant de Mozenrath. Il semble que, en raison de l'échange échoué, l'âme de Mozenrath est maintenant piégé dans le corps d'Aladdin et que les deux alternent le contrôle de celui-ci. La seule chose qui pourrait les aider est le légendaire Elixir de la Vie.
Le gang, suivi de Xerxes, est forcé de laisser Mozenrath les guider dans un temple du désert où l'Elixir de la Vie est conservé. Aladdin-Mozenrath épuise rapidement les énormes vers de sable qui gardent l'élixir avec les bords de la magie noire de Mozenrath. Quand Aladdin-Mozenrath est sur le point de boire l'élixir, le sorcier qui a changé d'avis tente de détruire l'esprit d'Aladdin de l'intérieur. Bien que l'élixir puisse restaurer sa durée de vie, le sorcier veut toujours le corps d'Aladdin pour lui-même.  (probablement à cause de la meilleure condition physique d'Aladdin). L'âme de Mozenrath attaque Aladdin dans le corps d'Aladdin et l'accable, mais Aladdin prouve pouvoir utiliser sa volonté comme une arme et le vaincre.
Aladdin boit l'Elixir et prend le gant Mozenrath, avant que Genie ne verrouille le sorcier et Xerxes dans une cage anti-magique attachée à un ballon à air chaud;  qu'il envoie en volant loin, loin, battant Mozenrath pour la dernière fois.

## Description

### Apparence
Mozenrath est grand et mince, contrairement au Jafar osseux. Contrairement à Aladdin, Mozenrath est très pâle, probablement parce qu'il passe la plupart du temps dans la Terre du sable noir, qui n'a pas beaucoup de soleil. Dans l'épisode " The Secret of Dagger Rock ", sa peau devient de plus en plus sombre et plus normale, tout en restant au soleil toute la journée. 

### Personnalité
Sa mentalité contraste avec l'altruisme d'Aladdin : Mozenrath est cruel, impitoyable, ambitieux, égoïste, orgueilleux, arrogant et méprisant et ce bien plus que beaucoup d'autres méchants de la série.
Comme beaucoup de méchants puissants, Mozenrath est calme, aristocratique et raffiné. Il aime dominer la situation; pourtant, il est également montré très têtu, impatient, rebelle, impitoyable.  Quand les gens refusent de travailler pour lui, il les contraint à faire ce qu'il veut, et il essaie de gagner quelque chose de chaque situation.
Sa méchanceté et sa soif de pouvoir lui valent régulièrement des comparaisons et des références avec Jafar. Au point qu'à leur première rencontre, Iago le surnomme "Jafar Junior". Il ne se soucie absolument pas d'éventuels dommages collatéraux pendant ses expériences et s'étonne même de voir Aladdin se préoccuper plus de vies humaines que de profit personnel. Son but (en dehors d'avoir la peau d'Aladdin et de ses proches) est d'accumuler suffisamment de puissance pour pouvoir conquérir les royaumes des Sept Déserts, voire le monde entier.
C'est quelqu'un de calme, sûr de lui et froid, ainsi qu'un amateur d'humour noir qui aime feindre la courtoisie pour se moquer de ses victimes. Il fait preuve d'une intelligence très élevée, montant des pièges particulièrement bien pensés et devinant juste à partir de peu d'indices. Dans la plupart des cas (mais seulement quand ça l'arrange) c'est un homme de parole qui tient ses promesses et qui se montre généreux dans les récompenses, au point qu'on le voit protester quand c'est lui qui se fait doubler.  Il préfère la confrontation directe contre la manipulation, mais il n'est certainement pas au-dessus de cette dernière.
Mozenrath se montre parfois jaloux d'Aladdin, qui a obtenu la magie d'un Génie "sur un plateau d'argent" tandis que lui a dû sacrifier son bras droit pour gagner ses pouvoirs et son royaume. Il se montre également capricieux et obstiné, n'admettant pas qu'on rejette ses offres ou qu'on tue Aladdin à sa place.

### Pouvoirs et capacités
Mozenrath est un sorcier immensément puissant, au même niveau que Jafar (en tant que sorcier), Mirage ou le Genie. Il prétend être «le sorcier le plus puissant de son temps» et ce n'est évidemment pas une revendication inutilisée, compte tenu de tous les exploits de magie qu'il peut accomplir.
Il est capable entre autres de voler, de voir et de parler à quelqu'un à distance, de se téléporter (lui et d'autres personnes avec), de faire de la télékinésie, de créer, d'animer ou d'ensorceler divers objets, de se transformer (lui ou d'autres), de générer des illusions tangibles (comme une femme tenant un bébé ou un dragon), d'ouvrir des passages dans l'espace entre les dimensions, de générer et contrôler le feu, de forcer les créatures et les personnes, de créer une matière sombre et collante qu'il utilise pour capturer les gens qui peut se comprimer à la taille d'un marbre et de lancer des rayons d'énergie de différentes sortes.
La source de son pouvoir réside dans le gantelet magique qu'il porte sur la main droite, sans lequel il est incapable d'utiliser ses pouvoirs. Cependant, l'usage de ce gantelet s'avère à double tranchant car tout son avant bras est nécrosé au point qu'il ne lui reste que les os. C'est probablement également le gantelet (à moins que ce soit l'usage excessif de la magie noire qu'il pratique) qui draine petit à petit son énergie vitale et le condamne à une mort prématurée.
Mozenrath dispose également d'une vaste connaissance de la magie, des potions, sortilèges et autres artefacts magiques. Il possède un grand nombre de reliques ensorcelées, probablement hérité de Destane, ainsi que d'autres qu'il a fabriqué lui-même : par exemple le collier d'obéissance pour le Thirdac, des chaines et des prisons résistant à la magie du Génie et des cristaux détecteurs de magie qu'il a disposé partout dans son royaume pour empêcher toute créature magique d'infiltrer ses terres.

## Interprètes
- Voix originale : Jonathan Brandis
- Voix allemande : Michael Iwannek
- Voix danoise : Lars Thiesgaard
- Voix espagnole d'Espagne : Daniel García Guevara
- Voix finnoise : Jarkko Tamminen
- Voix française : Laurent Morteau
- Voix italienne : Fabio Boccanera
- Voix suédoise : Andreas Nilsson

## En plus
- Mozenrath apparait dans neuf épisodes de la série télévisée, ce qui fait de lui le deuxième méchant le plus récurrent après Abis Mal.
- Une rumeur veut que Mozenrath ait été choisi pour être le méchant du troisième film, dans lequel on apprendrait qu'il est en fait le frère d'Aladdin, mais l'idée a été abandonnée. Une autre rumeur veut qu'il soit le fils caché de Jafar, avec qui il présente une certaine ressemblance.